# Tricimba crassiseta
Tricimba crassiseta är en tvåvingeart som först beskrevs av Oswald Duda 1930.  Tricimba crassiseta ingår i släktet Tricimba och familjen fritflugor. Inga underarter finns listade i Catalogue of Life.